# Eczeem

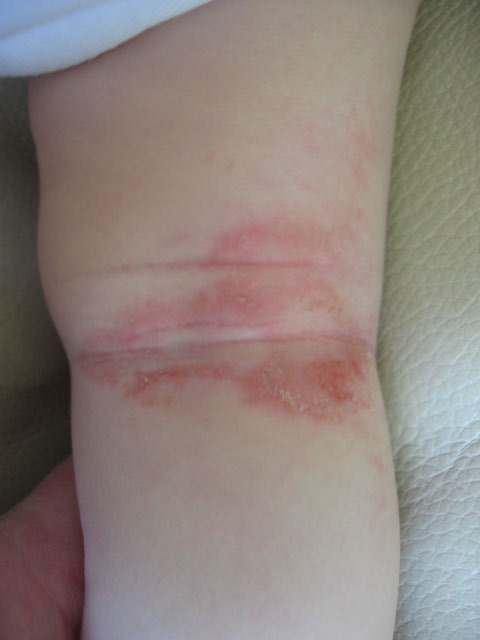
Eczeem in een knieholte

Eczeem is een verzamelnaam voor een groot aantal verschillende huidaandoeningen die maar zeer ten dele wat met elkaar te maken hebben, en van vele vormen ervan is de oorzaak nog maar slecht bekend. De meeste, maar niet alle, eczemen jeuken, maar lang niet alle jeukende aandoeningen zijn eczeem. Andere veelvoorkomende symptomen zijn: roodheid, schilfering. Vaak ook bultjes, soms blaasjes. Juist het tegelijk voorkomen van meerdere symptomen past bij eczeem.

## Lijst van huidziekten met 'eczeem' in de naam
Soorten eczeem naar oorzaak
- Constitutioneel eczeem, ook wel atopisch eczeem: eczeem als gevolg van aangeboren aanleg. Bij baby's en kinderen, maar ook op volwassen leeftijd. Dit eczeem heeft (bij oudere kinderen en volwassenen) een voorkeurslokalisatie in de elleboogsplooien en knieholtes. Constitutioneel eczeem is een immuunziekte.
- Allergisch contacteczeem: ontstaat door contact met een stof, door irritatie (meestal) of allergie (soms). Een bekend voorbeeld van allergisch contacteczeem is nikkelallergie.
- Ortho-ergisch contacteczeem: eczeem als gevolg van (over)belasting van de huid, met name door water en zeep.
- Craquelé-eczeem of asteatotisch eczeem: eczeem met vooral droge schilfering, ontstaat door uitdroging (tekortschieten van vochtvasthoudend vermogen van de hoornlaag), vooral bij oudere mensen.
- Hypostatisch eczeem: eczeem als gevolg van te veel oedeem, meestal aan de onderbenen.
- Seborroïsch eczeem: schilferige aandoening van de huid, die mogelijk mede wordt veroorzaakt door de gist Malassezia furfur (Pityrosporum ovale). Met name de behaarde hoofdhuid, neus- en wangplooien en de huid rondom de wenkbrauwen zijn het meest aangedaan.

Soorten eczeem naar verschijnselen
- Acrovesiculeus eczeem of dyshidrotisch eczeem: beschrijvende term voor een vorm van eczeem aan handen of voeten die gepaard gaat met kleine blaasjes.
- Tylotisch eczeem of ragadiform eczeem of eczema hyperkeratoticum et rhagadiforme: beschrijvende term van eczeem aan handen of voeten met veel schilfers, droge huid en kloven.
- Nummulair eczeem: vaak hardnekkig eczeem met verspreid muntgrote schilferende afwijkingen.

Eczeem met micro-organismen
- Eczema herpeticum (Kaposi): eczeem in combinatie met een herpes simplexvirus.
- Geïmpetiginiseerd eczeem: eczeem dat secundair geïnfecteerd is, vooral met Staphylococcus aureus, vergelijk impetigo.

Overig
- Beroepseczeem: eczeemklachten zoals die vaak bij mensen met een bepaald beroep gezien worden, als vormen van contacteczeem: bakkerseczeem, kapperseczeem, metselaarseczeem. Meestal door irritatie, soms door contactallergie.

Besmettelijkheid
- De verscheidene vormen van eczeem zijn niet besmettelijk. Als de huid niet goed behandeld wordt, kunnen er bacteriën op de huid komen die wel besmettelijk zijn. Dat zijn wondjes waar pus uit komt.